# Estació de London Waterloo
La London Waterloo station és una terminal ferroviària i de Metro de Londres, situada a l'àrea de Waterloo, a Lambeth. És una de les 19 estacions gestionades per l'empresa Network Rail, i es troba a prop del South Bank del Tàmesi, a la Zona Central de transport de la capital anglesa. La primera construcció ferroviària en aquest emplaçament data del juliol de 1848, tot i que l'edifici actual fou inaugurat el 1922. Una part de l'edificació és considerada com a bé arquitectònic.
Amb uns 100 milions de passatgers, entre entrades i sortides, només entre abril de 2013 i març de 2014, Waterloo és l'estació del Regne Unit amb més tràfic de passatgers. El complex de Waterloo és la 15a terminal ferroviària de passatgers més freqüentada d'Europa, i la 91a del món. Disposa de més plataformes i la planta més gran de tot el Regne Unit (tot i que Clapham Junction, a només 6 quilòmetres, té el rècord en nombre de trens).
Waterloo és la terminal central de Londres per la companyia South West Trains, que proveeix la majoria de serveis regionals cap al sud-oest de Londres, Surrey, Hampshire, Dorset i parts de Berkshire. Les majors destinacions des d'allí són Wimbledon, Epsom, Dorking, Guildford, Woking, Basingstoke, Winchester, Southampton, Salisbury, Portsmouth, Bournemouth, Weymouth i Exeter.
La major part del tràfic ferroviari a Waterloo és local o suburbà. Tots els serveis regulars són operats per l'empresa South West Trains. Adjacent a l'estació hi ha l'estació de London Waterloo East, que està dirigida per separat.
L'estació annexa de Waterloo International, de Nicholas Grimshaw & Partners i guanyadora del Premi d'Arquitectura Contemporània Mies van der Rohe de 1994 va ser la terminal londinenca pels trens internacionals Eurostar entre 1994 i 2007, moment en què foren transferits a l'estació de Saint Pancras.